# Skating Polly
Skating Polly es una banda estadounidense de rock alternativo fundada en 2009 en Edmond, Oklahoma, por las hermanastras Kelli Drew Mayo (29 de marzo de 2000) y Peyton Mckenna Bighorse (11 de julio de 1995). En 2017, Kurtis Lee Mayo (1 de marzo de 1997) se uniría a ellas para tocar la batería, ocupándose entonces Peyton de la guitarra y Kelli del bajo. La banda destaca desde un principio por la alternancia instrumental de sus miembros, letras poéticas, y un estilo ecléctico, con influencias que van desde el riot grrrl y el grunge hasta el indie pop basado en teclado.
Aunque siempre firman sus canciones como "Skating Polly", lo habitual es que sea la creadora original de la canción la que se haga cargo de la voz principal.

## Comparaciones e influencias
Skating Polly ha sido a menudo comparada con bandas como Bikini Kill y Babes in Toyland; sin embargo, algunas canciones pueden recordar a artistas como Kimya Dawson y Beat Happening. Aunque, en un principio, se han reconocido identificadas con el riot grrrl, son reacias a incluirse tanto dentro de este movimiento como dentro del punk o el grunge, prefiriendo utilizar el concepto "Ugly Pop" a la hora de clasificar su música.
A lo largo de su primera década de existencia han ido reconociendo, como inspiración e influencia, un variado gusto musical. Aunque tenían interés por el pop (Tegan and Sara, Regina Spektor), son Bikini Kill, Dead Moon, y sobre todo X, Babes in Toyland y Nirvana, los principales referentes para ellas en sus inicios. Según Kelli Mayo, los primeros Nirvana, con su sonido más crudo y simple, fue lo que la animó a empezar.
Han versionado, ya sea en actuaciones o en vídeos, canciones de Spacemen 3, Neutral Milk Hotel, Dead Boys, Portishead,  The Left Banke, Ol 'Dirty Bastard, M.I.A, Perfume Genius, AC/DC, Nina Nastasia, Ane Brun, Madonna y Syd Barrett.

## Historia

### 2009 - 2019
La primera actuación de Skating Polly tuvo lugar en una fiesta de Halloween en 2009, en su casa, donde Kelli y Peyton improvisaron un show, ante familiares y amigos, tocando versiones de algunas de sus bandas favoritas, como Babes in Toyland y The Jesus Lizard. Decididas a continuar, comenzaron a escribir canciones, grabadas en su sala de estar por el padre de Mayo con un pequeño equipo casero y la ayuda de Chris Harris, propietario del estudio Hook Echo Sound, en Norman, donde unas semanas después agregaron las pistas de batería y algunas tomas vocales, completando así el material del que sería su primer álbum, Taking Over The World, para ser lanzado por el sello de Harris, Nice People.
La configuración inicial de la banda consistió en Mayo tocando un basitar o un teclado y Bighorse la guitarra, turnándose a la batería y a la voz principal según la canción. Como nombre escogieron "Skating Polly" porque buscaban algo que sonara "irónicamente juvenil"; una imagen que evocara un contraste entre algo duro y fuerte, como las chicas que hacían skate, y la idea de algo más tradicionalmente femenino, como podría serlo un vestido, conteniendo además la letra K de Kelli y la letra P de Peyton.
En febrero de 2010, Bighorse y Mayo vuelven a encontrarse (ya la habían conocido en 2008) con Exene Cervenka, de la banda X, después de un concierto de su gira en solitario, en The Conservatory, en Oklahoma City. Cervenka mantuvo el contacto con ellas a través de correo electrónico, y después de escuchar Taking Over the World y demos de sus nuevas canciones, comenzó a mencionarlas en algunas entrevistas y se ofreció a producir el segundo álbum del dúo. El 12 de junio de 2010, Skating Polly dan su primer concierto en un local, el Opolis, en Norman, y ya al día siguiente reciben una oferta para dar una segunda actuación. Taking Over the World, lanzado por Nice People en noviembre de 2010, fue bien recibido localmente. En diciembre, Skating Polly grabaron un vídeo navideño de Static Christmas con Daniel Walcher, interpretando la canción "Happy Xmas (War Is Over)", de John Lennon.
Ya en 2011, compartieron escenario con Broncho y fueron presentadas en el Norman Music Festival 4. Se hacen habituales en locales de Oklahoma como el Opolis, The Conservatory, o Hi Lo Club, y salen de gira visitando la costa oeste, los estados centrales, así como Kansas City, Phoenix, Denver y Chicago. También participaron en el disco colectivo The 2011 Nice People Holiday Companion, con la canción "Just Be Cold".
En diciembre de 2011, Exene Cervenka se desplazó a Norman para producir el que iba a ser el segundo álbum de Skating Polly, Lost Wonderfuls. Todo el álbum fue grabado en cuatro días en los estudios Hook Echo Sound. Blag Dahlia, cantante principal de Dwarves, mezcló una versión para ser lanzada por un nuevo sello, Moonlight Graham Records,  en julio de 2012, pero el proyecto no llegó a materializarse, provocando el retraso de la fecha de publicación repetidamente. Mientras tanto, Kliph Scurlock, baterista de The Flaming Lips, se hizo fan de la banda y se ofreció para remezclar algunas partes de Lost Wonderfuls, en las que el dúo quería hacer algunos cambios, mientras se cerraba el acuerdo con un nuevo sello. Además, Mayo y Bighorse participan en el álbum Dix de Air Station, proyecto conjunto de Scurlock con Brodie Rush, poniendo las voces en la canción "Chapi-Chapo".
Lost Wonderfuls fue finalmente publicado por SQE Music, con sede en Los Ángeles, en abril de 2013, con las nuevas mezclas que Scurlock hizo de todas las canciones,  excepto de la canción principal, "Lost Wonderfuls", conservándose la mezcla de Blag Dahlia. El álbum es un cóctel de punk rock, riot grrrl, música folk e influencias del twee pop, que fue también muy bien recibido. SQE Music publicó vídeos musicales para las canciones "Placer", "Carrots", "Kick", "Lost Wonderfuls" y "Blue Obvious".
A partir del lanzamiento de Lost Wonderfuls, empezaron a ser escuchadas en una cantidad considerable de radios universitarias e independientes de Estados Unidos y parte de Europa, particularmente Francia. Comenzaron a girar por todo el país, abriendo para Deerhoof, The Flaming Lips, Band of Horses, Mike Watt, Kate Nash, The Pains of Being Pure at Heart, Emily Wells, Generationals, Holly Golightly y Wavves. También, grabaron para Daytrotter y dieron ocho actuaciones en SXSW, donde conocieron a la baterista de Babes in Toyland, Lori Barbero.
En otoño de 2013, la banda viaja a Olympia, Washington, para grabar su tercer álbum, Fuzz Steilacoom, con el fundador de K Records, Calvin Johnson. Todas las canciones fueron grabadas en Dub Narcotic Studios, salvo dos: "Alabama Movies" y "Blunderland", que se grabaron en Hook Echo Sound, por Chris Harris, que coproduce el álbum junto a Allan Vest, de la banda oklahomense de indie-rock Starlight Mints. El álbum lleva el nombre de Steilacoom Road, en Olympia, donde el dúo se quedó mientras grababan. La primera mañana, camino al estudio, pasaron por Sleater-Kinney Road (en Lacey, cerca de Olympia),  y supieron que Sleater-Kinney habían bautizado a su banda con el nombre de la calle donde ensayaban. Incluir la palabra "fuzz" se le ocurrió a Mayo al ver en las noticias, mientras desayunaban, a Fuzz Hogan. Según la banda, la grabación de este álbum en Olympia fue lo que les inspiró a mudarse a Washington. Fue publicado 25 de febrero de 2014, bajo su propio sello, Chap Stereo.
En 2015 Skating Polly visitaron Europa acompañando a Babes in Toyland en su tour por Reino Unido. También abrieron para L7 en The Fonda Theatre. Grabaron su cuarto álbum, The Big Fit, en Fire’N’Ice Studios, Lawrence (Kansas), con Kliph Scurlock en la producción. El álbum fue lanzado el 25 de marzo de 2016 y recibió numerosos elogios, particularmente de la prensa del Reino Unido. Kerrang! incluyó The Big Fit en las listas de los mejores álbumes del año 2016 y Paste lo consideró como uno de los discos punk más potentes y prometedores de los últimos años. Incluye una versión de la canción "Morning Dew", escrita originalmente por la cantante canadiense Bonnie Dobson, a partir de la versión que a su vez hizo de ella Lee Hazlewood. El siguiente mes de mayo publicaron Chipper On Ezastar, en un 7" compartido con Qui, en edición limitada de 500 copias. Entre febrero de 2016 y marzo de 2017 fueron subiendo a su canal de YouTube vídeos musicales de todas las canciones de The Big Fit.
El 27 de enero de 2017 anuncian en sus redes sociales la incorporación a Skating Polly de Kurtis Mayo, el hermano de Kelli. La evolución del sonido del dúo, a través de sus nuevas composiciones, hacía necesaria la presencia de un tercer miembro que quedara a cargo de la batería. Así, Kurtis hace su debut en directo con Skating Polly ese 10 de febrero, en la 4th Ave Tavern, de Olympia. Seguidamente, el nuevo trío, ya con el sello El Camino Media, cuentan con la colaboración de Louise Post y Nina Gordon (Veruca Salt) para las tres canciones de su EP New Trick, producido y mezclado por Brad Wood (Smashing Pumpkins, Liz Phair) en Seagrass Studio (Los Ángeles) y publicado el 28 de abril de 2017.   
Ese año la banda actuó en más de 100 ocasiones: entre otras, fueron teloneros de X en su tour de 40 Aniversario; volvieron a Europa en verano, con fechas abriendo para Kate Nash o acompañados por Hands Off Gretel, y visitaron festivales como el Riot Fest y The Capitol Hill Block Party. Entran en estudio, de nuevo con Brad Wood a los mandos, y el 4 de mayo de 2018 lanzan su quinto álbum: The Make It All Show. El disco incluye la canción "Queen for a day", coescrita con Exene Cervenka, cuyo vídeo es publicado en YouTube como primer adelanto el 27 de febrero. Le siguieron "Hollywood Factory" el 24 de abril y "Little Girl Blue and The Battle Envy" el mismo día de la publicación del álbum en Estados Unidos. También lanzan los vídeos musicales para "Camelot" (donde puede verse a integrantes de la banda Starcrawler), "Free Will At Ease", y "They're Cheap (I'm Free)". Durante ese año abrieron para The Go! Team, Charly Bliss, y grabaron una sesión para KEXP. En septiembre volvieron a visitar Europa, actuando por primera vez en Francia y Países Bajos. Terminaron 2018 con un tour con Potty Mouth.
En 2019 lanzaron dos nuevos sencillos: "Play House" y "Flyer". Actuaron en el Norman Music Festival, salieron de gira acompañados por Monsterwatch y después como teloneros de X. En septiembre visitaron Canadá y en octubre volvieron a Alemania, Francia y Reino Unido, agotando las entradas en Mánchester y en Londres. Durante este tour europeo pusieron a la venta un 7" de edición limitada con sus dos nuevas canciones. El 2 de noviembre celebraron su décimo aniversario dando un concierto-fiesta de Halloween en The Vera Project, en Seattle, donde cerraron el año con dos fechas de nuevo con X, en The Crocodile.

### 2020-presente
Aunque el 2 de enero de 2020 el grupo anunció su intención de publicar durante ese año su sexto álbum, la cuarentena impuesta por la COVID-19, y los problemas de salud de Kelli Mayo, obligaron al trío a posponer la grabación. Ese año sólo pudieron estar ante el público en febrero, abriendo con dos canciones la ceremonia de entrega de premios del Festival de Cine de Sundance,siendo presentados por Viggo Mortensen, que incluyó la canción "A Little Late" en la banda sonora de su debut como guionista y director, el largometraje Falling, publicada por Perceval Press el 29 de enero de 2021. El 19 de febrero se lanzó en Japón una edición de The Make It All Showcon dos bonus tracks: "Mostly Glad" y "Beautiful Stranger" — una versión de la canción de Madonna que han tocado en directo en algunas ocasiones. El 11 de junio se presentó internacionalmente el documental Skating Polly: Ugly Pop,producido por Viggo Mortensen y dirigido por Henry Mortensen, en la 21 edición del OKC's deadCenter Film Festival, alzándose con el Premio del Público a la Mejor Película.A inicios de julio Kelli se sometió a una primera cirugía para extirpar dos nódulos vocales diagnosticados en diciembre,lo que la obligó a guardar varios meses de completo reposo vocal. 
En 2022 el trío vuelve a los escenarios y a Europa con una gira que les ocupó todo el mes de marzo, visitando por primera vez España y Suiza.  
El 6 de marzo de 2023, lanzaron "Hickey King", el primer sencillo y video de su sexto álbum, Chaos County Line, producido por Brad Wood, cuyo lanzamiento se anunció para el 23 de junio. Posteriormente, publicaron dos sencillos más: "I'm Sorry For Always Apologizing", el 3 de mayo, y "Send A Priest" el 31 de mayo. 

## Discografía

### Álbumes
- Taking Over The World (Nice People, 2010)
- Lost Wonderfuls (SQE Music, 2013)
- Fuzz Steilacoom (Chap Stereo, 2014)
- The Big Fit (Chap Stereo, 2016)
- The Make It All Show (El Camino Media, 2018)
- Chaos County Line (El Camino Media, 2023)

### EPs y 7"
- Alabama Movies / A Little Late (Chap Stereo, 2014)
- Clipper on Ezastar (Org Music, 2015)
- New Trick (feat. Louise Post and Nina Gordon) (El Camino Media, 2017)
- Skating Polly on Audiotree Live (Audiotree Music, 2018)
- Play House / Flyer (El Camino Media, 2019)

### Sencillos
- "Benny Once Told Me" (Chap Stereo, 2015)
- "Oddie Moore" (Chap Stereo, 2016)
- "Pretective Boy (The Hey Mr. Version)" (Chap Stereo, 2016)
- "Hail Mary (feat. Louise Post and Nina Gordon)" (El Camino Media, 2017)
- "Louder In Outer Space (feat. Louise Post and Nina Gordon)" (El Camino Media, 2017)
- "Queen For A Day (feat. Exene Cervenka)" (El Camino Media, 2018)
- "Camelot" (El Camino Media, 2018)
- "Hollywood Factory" (El Camino Media, 2018)
- "Play House" (El Camino Media, 2019)
- "Flyer" (El Camino Media, 2019)
- "Mostly Glad" (El Camino Media, 2020)
- "Beautiful Stranger" (El Camino Media, 2020)
- "Hickey King" (El Camino Media, 2023)
- "I'm Sorry For Always Apologizing" (El Camino Media, 2023)
- "Send A Priest" (El Camino Media, 2023)

### Vídeos musicales
- "Carrots" (2013)
- "Blue Obvious" (2013)
- "Kick" (2013)
- "Placer" (2013)
- "Lost Wonderfuls" (2013)
- "Alabama Movies" (2014)
- "Ugly" (2014)
- "A Little Late" (2014)
- "Van Gogh" (2015)
- "Nothing More Than A Body" (2015)
- "Perfume For Now" (2016)
- "Pretective Boy" (2016)
- "Hey Sweet" (2016)
- "Stop Digging" (2016)
- "For The View" (2016)
- "Picker Of His Words" (2016)
- "Across The Caves" (2016)
- "Morning Dew" (2016)
- "Oddie Moore" (2017)
- "Arms And Opinions" (2017)
- "Cosmetic Skull" (2017)
- "Hail Mary" (2017)
- "Louder In Outer Space" (2017)
- "Queen For A Day" (2018)
- "Hollywood Factory" (2018)
- "Little Girl Blue And The Battle Envy" (2018)
- "Camelot" (2018)
- "Free Will At Ease" (2018)
- "They're Cheap (I'm Free)" (2018)
- "Play House" (2019)
- "Classless Act" (2019)
- "Don't Leave Me Gravity" (2021)
- "Hickey King" (2023)
- "I'm Sorry For Always Apologizing" (2023)
- "Tiger At The Drugstore" (2023)
- "Rabbit Food" (2024)